# Penelope (film)
Penelope är en brittisk-amerikansk romantisk komedifilm från 2006

## Om filmen
Penelope regisserades av Mark Palansky. Filmen producerades av bland andra Reese Witherspoon, som även har en roll. 
Penelope premiärvisades på Toronto International Film Festival 6 september 2006.

## Rollista (urval)
- Christina Ricci - Penelope Wilhern
- James McAvoy - Johnny / Max
- Reese Witherspoon - Annie
- Peter Dinklage - Lemon